# Nepean (Ontario)
Pour les articles homonymes, voir Nepean.
Nepean est une ancienne ville canadienne d'Ontario située immédiatement à la frontière ouest de la ville d'Ottawa. Elle est fusionnée à cette dernière avec les 10 autres localités de la municipalité régionale d'Ottawa-Carleton en 2001.
Malgré sa fusion avec Ottawa, le nom demeure dans l'usage courant pour décrire les lieux qui constituent alors un quartier de la nouvelle ville. En 2001, la population de Nepean est de 124 878 habitants alors qu'elle est de 186 593 habitants en 2021. 

## Administration
Depuis l'incorporation en municipalité de Nepean en 1978, et ce, jusqu'à sa dissolution, la ville connaît trois maires :
- 1978 : Andrew Haydon
- 1978-1997 : Ben Franklin
- 1997-2001 : Mary Pitt

## Personnalités liées
- Jamie Baker, ancien joueur de hockey
- Fred Brathwaite, ancien joueur de hockey

- Sandra Oh, actrice, y est née le 20 juillet 1971
- Jesse Levine, joueur de tennis
- Steven MacLean, astronaute